# Ilfracombe

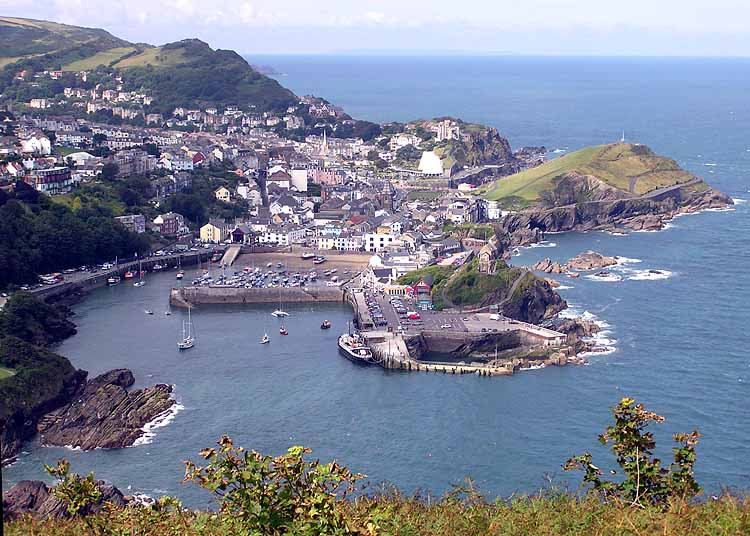
Ilfracombe vista da colina Hillsborough

Ilfracombe é uma cidade costeira da Inglaterra no condado de Devon, cercada por falésias. A cidade também possui uma área rural. 
O local é marcado pela colina Hillsborough, cujo formato lembra um elefante deitado. Nesta colina existem ruínas de uma fortaleza celta.